# المداخر (السياني)

تعديل مصدري - تعديل

المداخر محلة تابعة لقرية عشة، التابعة لعزلة الدامغ بمديرية السياني إحدى مديريات محافظة إب في الجمهورية اليمنية.، بلغ تعداد سكانها 79 حسب تعداد اليمن لعام 2004.